# 原田ゆか
原田 ゆか（はらだ ゆか、1992年12月23日 - ）は、福岡県出身のファッションモデル、タレント。株式会社シックスセンス所属。かつてはオフィスノアール、グランディア、スペースクラフト、に所属していた。

## 略歴
福岡出身。高校卒業後、福岡を拠点としたモデル事務所オフィスノアールに所属して活動。
2013年2月に上京し、モデル事務所グランディアでモデル・タレントとして活動。11月、2014年サッポロビールイメージガールに選ばれた。
2015年3月から日本テレビ系列の情報番組「PON!」の月曜日担当のお天気お姉さんを務めた。
2023年8月8日に株式会社シックスセンスに所属した事を明らかにした。

## 人物
- 特技は、水泳、バレーボール、サックス演奏、誰とでもすぐ仲良くなれること。
- 趣味は、音楽鑑賞、映画鑑賞、温泉に行くこと。
- 姉がいる[3]。
- 晴れ女を自称している[4]。

## 主な出演

### TV
- PON!（日本テレビ、2015年3月30日 - 2016年3月21日）月曜レギュラー、お天気コーナー担当[5]

### CM
- Hotto Motto[5]
- イオン トップバリュー サンドイッチ[5]
- 福岡キャナルシティ[5]
- パーツライン[5]
- メルカリ[5]
- キリントロピカーナフルーツ＋ベジタブル「海の動物」篇
- 木曽路

### 広告
- マクドナルド裏メニュー[5]
- ホテルミラコスタ[5]
- テラスモール湘南[5]
- ホテル日航福岡[5]
- 日本工学院[5]

### 舞台
- 風を切れ (2018年7月4日 - 7月8日、ラゾーナ川崎プラザソル)[5]

### ショー
- TOC
- 福岡アジアンコレクション[5]
- 山田屋ブライダルショー
- 山本寛斎コレクション[5]

### イメージガール
- 2014年サッポロビールビールイメージガール[6]